# Spijkstaal

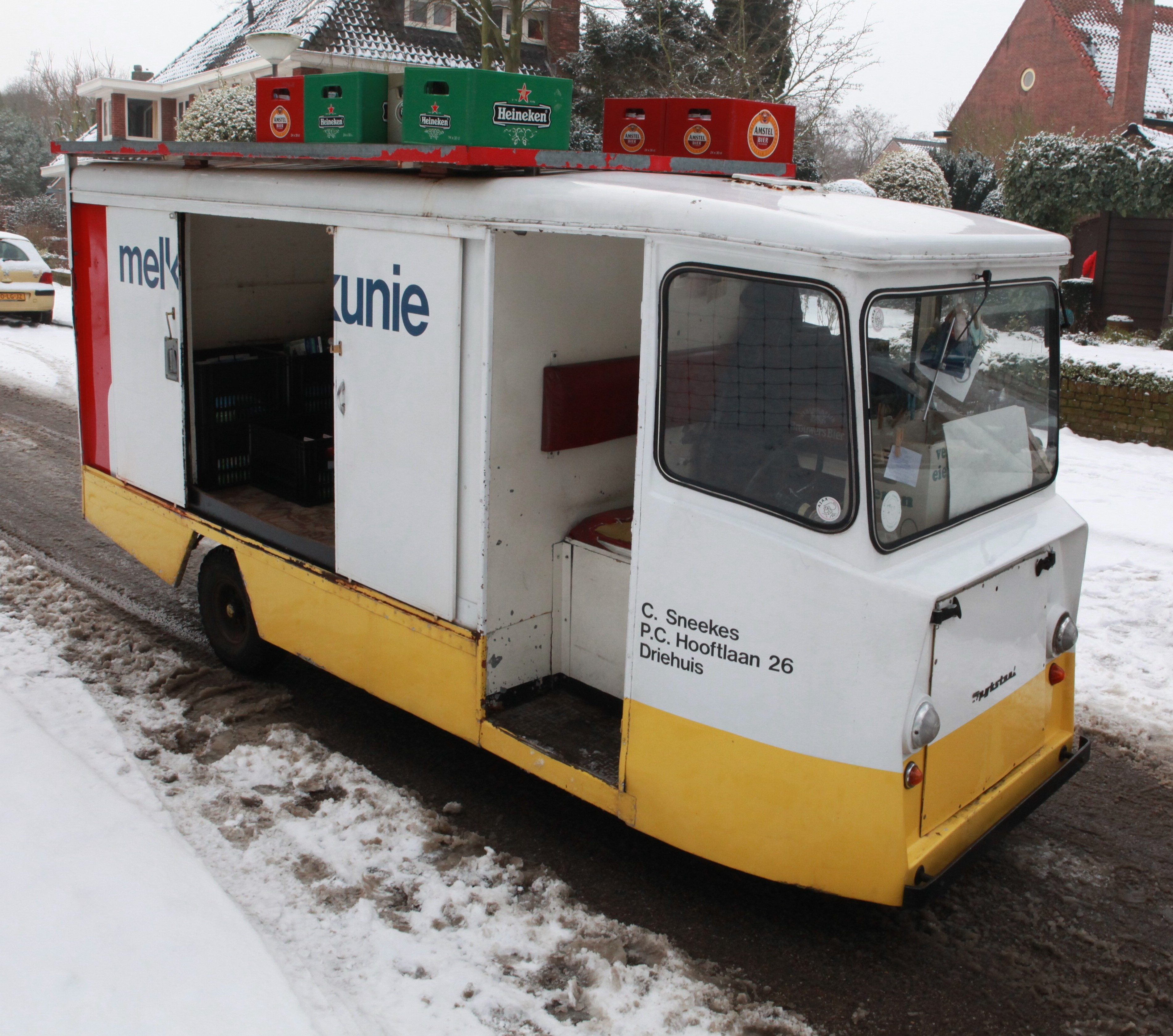
Spijkstaal-melkwagen (1969)

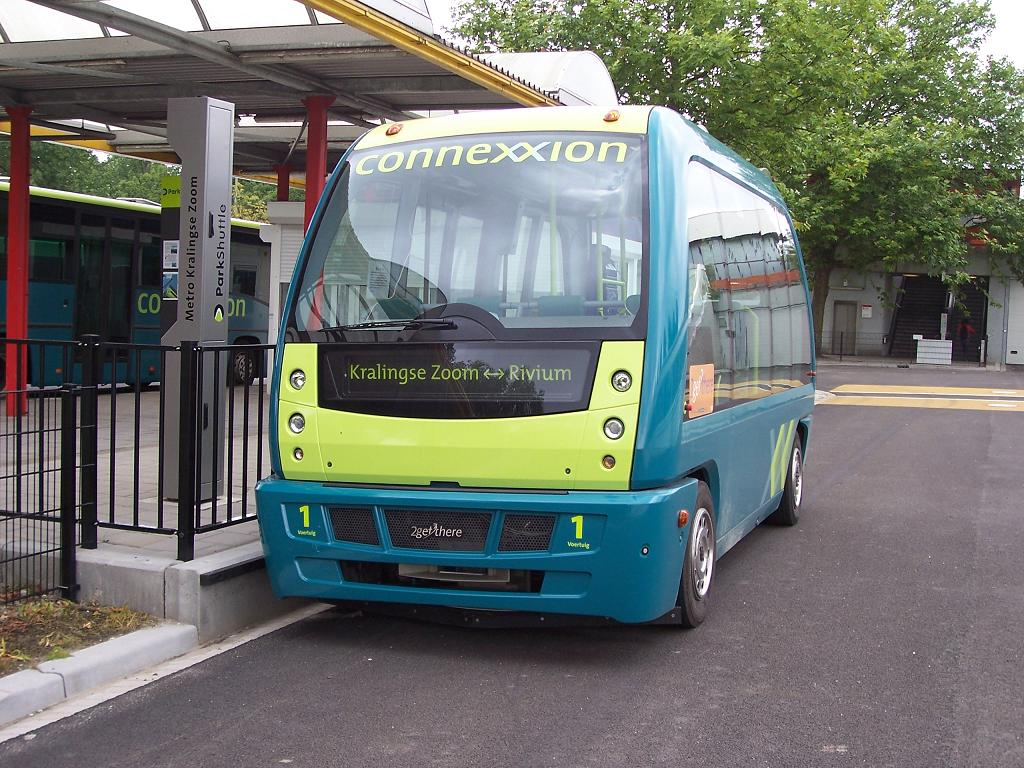
Elektrische stadsbus, Parkshuttle Rotterdam

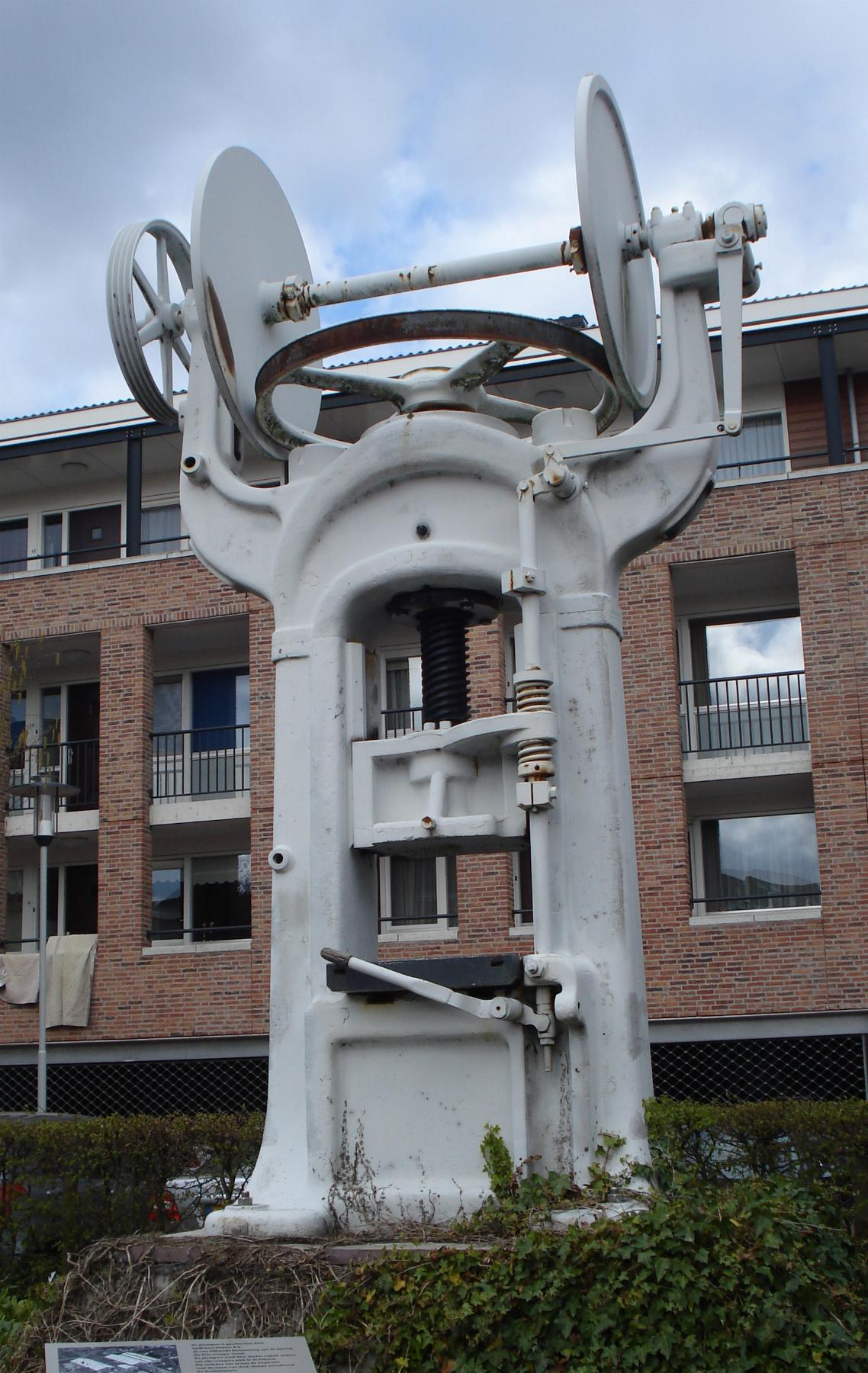
Voormalige plaatpers Spijkstaal, Spijkenisse

Spijkstaal in Hoogvliet is een Nederlands bedrijf dat elektrisch aangedreven voertuigen bouwt voor verschillende toepassingen op de zakelijke en consumentenmarkt. Het bedrijf werd in Nederland vooral bekend van de elektrische SRV-wagens.

## Geschiedenis
Het werd in 1938 in Spijkenisse opgericht door Gerrit Neuteboom. Deze dorpssmid uit Spijkenisse bouwde in eerste instantie elektrisch gelaste, stalen landbouwwagens die geschikt waren om zware lasten te dragen en uitgevoerd waren met luchtbanden. Hiermee won hij een eerste prijs op een landbouwtentoonstelling in het Zeeuwse Kruiningen, waarna hij de naam Spijkstaal introduceerde. Na de succesvolle landbouwwagens werden in de jaren 50 opleggers en aanhangwagens gebouwd. Vervolgens bouwde het bedrijf vanaf 1955 elektrische bezorgwagens en vanaf 1970 SRV-wagens, waardoor de naamsbekendheid toenam. Het bedrijf bouwde hiernaast voertuigen voor het verzorgen van intern transport. Deze voertuigen worden gebruikt in gebouwen of op terminals, waar het terugdringen van uitlaatgassen en lawaai belangrijk is. In 1960 werden de fabriek en het kantoor aan de Zijlstraat in gebruik genomen. In 2001 vertrok het bedrijf naar bedrijventerrein Halfweg (Spijkenisse).
In 2012 telde het bedrijf 65 medewerkers. De Spijkstaal-producten werden vooral gebruikt op bloemenveilingen (FloraHolland), luchthavens, en in autofabrieken, industrie, ziekenhuizen, zorginstellingen, attractieparken en gemeenten.
Naast de bekende trekker- en platformwagens werden ook producten voor de consumentenmarkt gebouwd zoals elektrische auto's en daarnaast richtte Spijkstaal op transport in de stad met onder andere elektrische stadsbussen en vuilniswagens. Ook de tweede versie van de Amsterdamse witkar werd door Spijkstaal gebouwd.
Diverse projecten waar Spijkstaal in samenwerking aan heeft ontwikkeld zijn de ParkShuttle in Capelle a/d IJssel (een elektronisch geleide autobusdienst) en de personal rapid transit system (PRT) in Medinat Masdar, Abu Dhabi. Beide projecten gaan uit van automatisch geleide elektrische voertuigen die zich zonder bestuurder met een snelheid van 40 km/h verplaatsen.

## Faillissement en doorstart
Na een faillissement in augustus 2015 is het bedrijf in afgeslankte vorm voortgezet door Peinemann en werd het in 2016 gevestigd in Hoogvliet. De bedrijfsnaam werd veranderd van Spijkstaal Elektro BV naar Spijkstaal International BV.
Spijkstaal is onder andere distributeur van de compacte, volledige elektrische bestelwagen Streetscooter Work in België, Nederland en Luxemburg.